# Volker Götz
Volker Götz (* 24. März 1945 in Rebesgrün) ist ein deutscher Rechtsanwalt.
Er war der erste Jurist, auf den der Radikalenerlass angewendet wurde.
Im Jahre 1973 wurde Volker Götz vom nordrhein-westfälischen Justizminister Diether Posser (SPD) zum Richter auf Probe ernannt. Es lagen keine Erkenntnisse gegen ihn vor, er war jedoch DKP-Mitglied. Der damalige Koalitionspartner FDP protestierte gemeinsam mit dem Deutschen Richterbund und der Anwaltskammer gegen die Ernennung.
Diether Posser machte die Ernennung aufgrund des Protestes rückgängig, obwohl er es für verfassungswidrig hielt, die Mitgliedschaft in einer zugelassenen Partei als Ausschlusskriterium anzusehen.

## Quelle
- https://www.udo-leuschner.de/liberalismus/fdp14.htm